# Gosnold
Gosnold és una població dels Estats Units a l'estat de Massachusetts. Segons el cens del 2007 tenia 84 habitants.

## Demografia
Segons el cens del 2000, Gosnold tenia 86 habitants, 46 habitatges, i 21 famílies. La densitat de població era de 2,5 habitants/km².
Dels 46 habitatges en un 17,4% hi vivien nens de menys de 18 anys, en un 34,8% hi vivien parelles casades, en un 8,7% dones solteres, i en un 54,3% no eren unitats familiars. En el 45,7% dels habitatges hi vivien persones soles el 6,5% de les quals corresponia a persones de 65 anys o més que vivien soles. El nombre mitjà de persones vivint en cada habitatge era d'1,87 i el nombre mitjà de persones que vivien en cada família era de 2,71.
Per edats la població es repartia de la següent manera: un 17,4% tenia menys de 18 anys, un 5,8% entre 18 i 24, un 32,6% entre 25 i 44, un 31,4% de 45 a 60 i un 12,8% 65 anys o més.
L'edat mediana era de 42 anys. Per cada 100 dones de 18 o més anys hi havia 144,8 homes.
La renda mediana per habitatge era de 22.344 $ i la renda mediana per família de 27.500$. Els homes tenien una renda mediana de 21.875 $ mentre que les dones 30.625$. La renda per capita de la població era de 15.265$. Entorn del 25% de les famílies i el 23,5% de la població estaven per davall del llindar de pobresa.